# Dirka po Italiji 1911
Dirka po Italiji 1911 (italijansko Giro d'Italia 1911) je 3. izvedba dirke po Italiji, tritedenske moške cestne kolesarske etapne dirke. Začela se je 15. maja v Rimu in končala 6. junija v Rimu. Sodelovalo je 86 kolesarjev iz šestih ekip in privatnih kolesarjev. Skupno zmago je drugič zapored osvojil Carlo Galetti, drugo mesto Giovanni Rossignoli (oba Bianchi), tretje pa Giovanni Gerbi.

## Ekipe
- Bianchi
- Gerbi
- Fiat
- La Française–Diamant
- Legnano
- Senior

## Etape
| Etapa | Datum    | Štart/Cilj        | Razdalja    | Tip         | Tip             | Zmagovalec                | Vodilni                   |
| ----- | -------- | ----------------- | ----------- | ----------- | --------------- | ------------------------- | ------------------------- |
| 1     | 15. maj  | Rim – Firence     | 394,1 km    |             | gorska etapa    | Carlo Galetti (ITA)       | Carlo Galetti (ITA)       |
|       | 16. maj  | dan počitka       | dan počitka | dan počitka | dan počitka     | dan počitka               | dan počitka               |
| 2     | 17. maj  | Firence – Genova  | 261,5 km    |             | gorska etapa    | Vincenzo Borgarello (ITA) | Giovanni Rossignoli (ITA) |
|       | 18. maj  | dan počitka       | dan počitka | dan počitka | dan počitka     | dan počitka               | dan počitka               |
| 3     | 19. maj  | Genova – Oneglia  | 274,9 km    |             | gorska etapa    | Giovanni Rossignoli (ITA) | Giovanni Rossignoli (ITA) |
|       | 20. maj  | dan počitka       | dan počitka | dan počitka | dan počitka     | dan počitka               | dan počitka               |
| 4     | 21. maj  | Oneglia – Mondovì | 190,3 km    |             | gorska etapa    | Carlo Galetti (ITA)       | Giovanni Rossignoli (ITA) |
|       | 22. maj  | dan počitka       | dan počitka | dan počitka | dan počitka     | dan počitka               | dan počitka               |
| 5     | 23. maj  | Mondovì – Torino  | 302 km      |             | gorska etapa    | Lucien Petit-Breton (FRA) | Giovanni Rossignoli (ITA) |
|       | 24. maj  | dan počitka       | dan počitka | dan počitka | dan počitka     | dan počitka               | dan počitka               |
| 6     | 25. maj  | Torino – Milano   | 236,2 km    |             | ravninska etapa | Giuseppe Santhià (ITA)    | Carlo Galetti (ITA)       |
|       | 26. maj  | dan počitka       | dan počitka | dan počitka | dan počitka     | dan počitka               | dan počitka               |
| 7     | 27. maj  | Milano – Bologna  | 394 km      |             | ravninska etapa | Dario Beni (ITA)          | Carlo Galetti (ITA)       |
|       | 28. maj  | dan počitka       | dan počitka | dan počitka | dan počitka     | dan počitka               | dan počitka               |
| 8     | 29. maj  | Bologna – Ancona  | 283,4 km    |             | ravninska etapa | Lauro Bordin (ITA)        | Carlo Galetti (ITA)       |
|       | 30. maj  | dan počitka       | dan počitka | dan počitka | dan počitka     | dan počitka               | dan počitka               |
| 9     | 31. maj  | Ancona – Sulmona  | 218,7 km    |             | ravninska etapa | Ezio Corlaita (ITA)       | Lucien Petit-Breton (FRA) |
|       | 1. junij | dan počitka       | dan počitka | dan počitka | dan počitka     | dan počitka               | dan počitka               |
| 10    | 2. junij | Sulmona – Bari    | 363,1 km    |             | gorska etapa    | Carlo Galetti (ITA)       | Carlo Galetti (ITA)       |
|       | 3. junij | dan počitka       | dan počitka | dan počitka | dan počitka     | dan počitka               | dan počitka               |
| 11    | 4. junij | Bari – Pompei     | 345,2 km    |             | gorska etapa    | Alfredo Sivocci (ITA)     | Carlo Galetti (ITA)       |
|       | 5. junij | dan počitka       | dan počitka | dan počitka | dan počitka     | dan počitka               | dan počitka               |
| 12    | 6. junij | Neapelj – Rim     | 266,9 km    |             | ravninska etapa | Ezio Corlaita (ITA)       | Carlo Galetti (ITA)       |
|       | Skupaj   | Skupaj            | 3530,3 km   | 3530,3 km   | 3530,3 km       | 3530,3 km                 | 3530,3 km                 |

## Končna razvrstitev

### Skupni seštevek
| Poz. | Kolesar                   | Ekipa         | Točke |
| ---- | ------------------------- | ------------- | ----- |
| 1    | Carlo Galetti (ITA)       | Bianchi       | 50    |
| 2    | Giovanni Rossignoli (ITA) | Bianchi       | 58    |
| 3    | Giovanni Gerbi (ITA)      | —             | 84    |
| 4    | Giuseppe Santhià (ITA)    | Fiat          | 86    |
| 5    | Ezio Corlaita (ITA)       | —             | 89    |
| 6    | Dario Beni (ITA)          | Atala–Dunlop  | 93    |
| 7    | Alfredo Sivocci (ITA)     | Senior-Polack | 95    |
| 8    | Eberardo Pavesi (ITA)     | Bianchi       | 96    |
| 9    | Giuseppe Contesini (ITA)  | —             | 111   |
| 10   | Gino Brizzi (ITA)         | —             | 112   |

| Skupna razvrstitev kolesarjev (11–24) | Skupna razvrstitev kolesarjev (11–24) | Skupna razvrstitev kolesarjev (11–24) | Skupna razvrstitev kolesarjev (11–24) |
| Poz.                                  | Kolesar                               | Ekipa                                 | Točke                                 |
| ------------------------------------- | ------------------------------------- | ------------------------------------- | ------------------------------------- |
| 11                                    | Carlo Oriani (ITA)                    | Bianchi                               | 113                                   |
| 12                                    | Enrico Sala (ITA)                     | Senior-Polack                         | 125                                   |
| 13                                    | Giuseppe Dilda (ITA)                  | —                                     | 129                                   |
| 14                                    | Cesare Osnaghi (ITA)                  | —                                     | 131                                   |
| 15                                    | Ildebrando Gamberini (ITA)            | —                                     | 133                                   |
| 16                                    | Galeazzo Bolzoni (ITA)                | —                                     | 134                                   |
| 17                                    | Lauro Bordin (ITA)                    | Senior-Polack                         | 135                                   |
| 18                                    | Attilio Zavatti (ITA)                 | —                                     | 141                                   |
| 19                                    | Carlo Vertua (ITA)                    | —                                     | 155                                   |
| 20                                    | Ottavio Pratesi (ITA)                 | —                                     | 160                                   |
| 21                                    | Andrea Massironi (ITA)                | —                                     | 165                                   |
| 22                                    | Mario Gaioni (ITA)                    | —                                     | 169                                   |
| 23                                    | Apollinare Foglio (ITA)               | —                                     | 173                                   |
| 24                                    | Antonio Rotondi (ITA)                 | —                                     | 178                                   |